# Polycentropus sabulosus
Polycentropus sabulosus is een schietmot uit de familie Polycentropodidae. De soort komt voor in het Nearctisch gebied.